# Eagles Baseball Softball Club
 (septembre 2023).
Pour les articles homonymes, voir Eagles (homonymie).
Le Eagles Baseball Softball Club est un club de baseball situé à Lucerne en Suisse. Ses équipes évoluent en NLA et en 1 Liga, ainsi qu'en NLA pour ce qui est du Softball.